# Python (thần thoại)

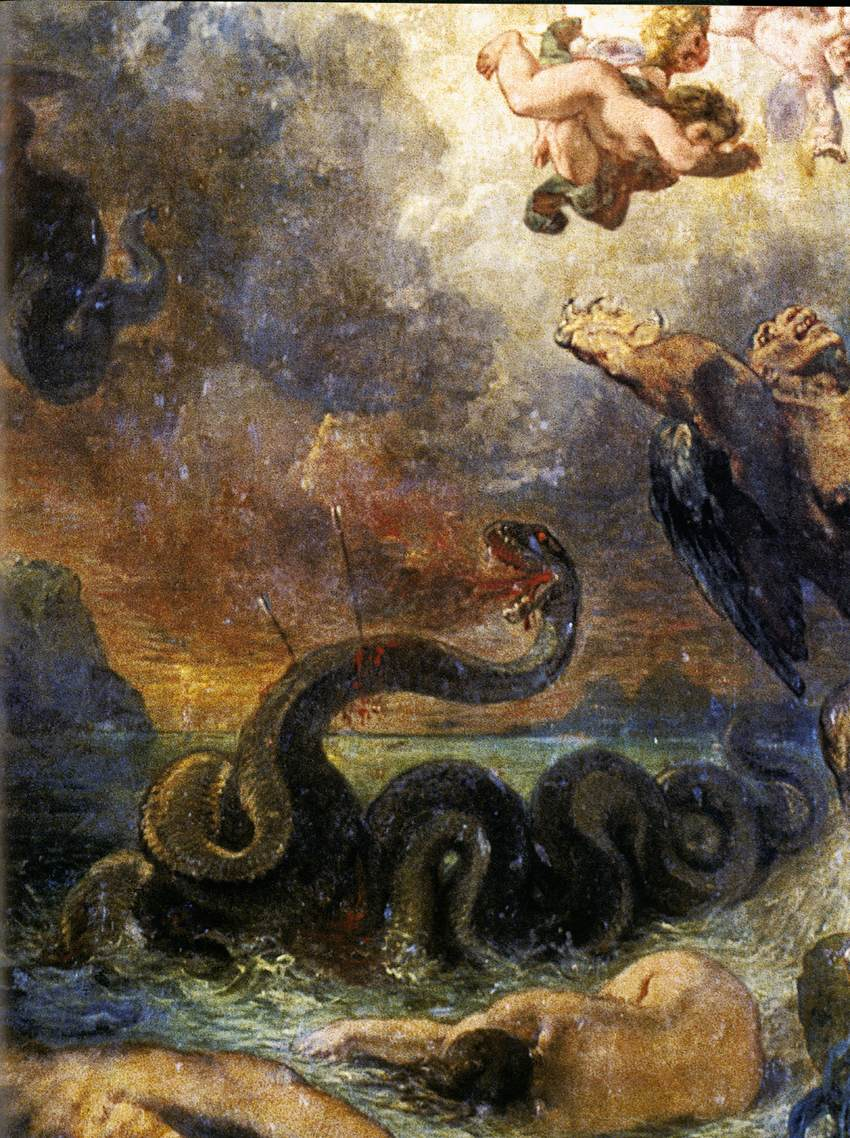
Bức tranh Apollo Giết Trăn bởi Eugène Delacroix. Thể hiện cái chết của Python.

Trong thần thoại Hy Lạp, Python là con của nữ thần Đất mẹ Gaia sinh ra theo lời cầu xin của Hera khi Hera biết chuyện tình duyên của Zeus với nữ thần Leto, trong khi đó Hera ra lệnh cho khắp nơi trên mặt đất không được tiếp đãi chứa chấp Lêto. Python là một con trăn cực kỳ to lớn, hung dữ (có nơi cho rằng Python là một con nửa rắn nửa rồng). Python đã bám theo dấu chân của Lêto khiến nàng lúc nào cũng nơm nớp lo âu. Nhưng nhờ thần Poseidon giúp đỡ, Leto đã đặt chân lên đảo Ortigi. Sau này Python đã bị Apollo tiêu diệt và bị chôn dưới đền Delphi.